# Keizerschorpioen
De keizerschorpioen (Pandinus imperator) of Westafrikaanse keizerschorpioen is een schorpioen uit de familie Scorpionidae.

## Kenmerken
Het is een van de grootste soorten schorpioenen ter wereld, waarvan volwassen exemplaren een lengte van zo'n 20 centimeter en een gewicht van 60 gram kunnen bereiken.

## Verspreiding en leefgebied
Hij leeft in de tropische bossen van equatoriaal West-Afrika in zelfgegraven, schuine onderaardse gangen.